# Suicide social
Singles de Orelsan
1990
(2011) Plus rien ne m'étonne
(2011)
Pistes de Le Chant des sirènes
Ils sont cools Elle viendra quand même
Suicide social est un single du rappeur français Orelsan, sorti le 12 septembre 2011 sous format numérique. Troisième titre extrait de son album studio Le Chant des sirènes, la chanson est écrite par Orelsan et Skread, également producteur. Le single entre dans le top 100 en France dans le classement du 17 septembre 2011.

## Paroles
Suicide Social raconte les dernières paroles d'un suicidaire qui règle ses comptes avec l'ensemble de la société française avant de se donner la mort. De nombreux problèmes sociaux sont abordés, tels que le chômage, la phobie administrative, la défiance croissante envers la classe politique, les inégalités ou bien la montée de l'extrême droite. Si certains propos peuvent sembler très extrêmes, Orelsan a souhaité prendre de la distance avec son texte : « Les gens vont comprendre que c'est de la fiction, et puis c'est drôle. Ça se voit que ce sont les pensées de quelqu'un qui est mal dans sa peau, et qui renvoie la haine qu'il a contre tous les autres. »
La chanson ressemble beaucoup à une tirade d'Edward Norton dans le film La 25e Heure de Spike Lee, qui date de 2002. Cette tirade commence par « J'emmerde cette ville et tous ses habitants... ». Comme dans Suicide social, et dans un style assez similaire, le personnage énumère tout ce qu'il ne peut supporter chez divers stéréotypes d'habitants de New York.

## Clip vidéo
Le clip vidéo, réalisé par Mathieu Foucher, dure 5 minutes et 48 secondes et a la particularité d'animer le texte de la chanson. Il est mis en ligne sur le site de partage de vidéos YouTube le 12 septembre 2011.

## Liste des pistes
Promo - CD-Single
1. Suicide social - 5:42

## Classement par pays
| Classement (2012)                       | Meilleure position |
| --------------------------------------- | ------------------ |
| France (SNEP)                           | 53                 |
| Belgique (Wallonie Ultratop 50 Singles) | 53                 |

## Bande originale
Suicide social figure dans la bande originale du long-métrage Carbone d'Olivier Marchal, sorti en 2017.